# Conor Coady
Conor David Coady (St Helens, 25. veljače 1993.) engleski je nogometaš koji igra na poziciji centralnog beka. Trenutačno igra za Wrexham. 

## Klupska karijera

### Liverpool
Coady je proizvod Liverpoolove nogometne akademije. Za Liverpool je nastupao samo dva puta, prvi put 8. studenog 2012. godine u utakmici grupne faze UEFA Europske lige protiv Anži Mahačkale koju je Liverpool izgubio 1:0 te 12. svibnja 2013. godine u utakmici Premier lige protiv Fulhama koju je Liverpool dobio 3:1.

### Sheffield United
Liverpool je 22. srpnja 2013. godine poslao Coadyja na šestomjesečnu posudbu u Sheffield United. Za Sheffield United debitirao je 2. kolovoza 2013. godine u utakmici protiv Notts Countyja koju je Sheffield United dobio s rezultatom 2:1. Svoj prvi gol za Sheffield United postigao je 30. studenog 2013. u utakmici protiv Leyton Orienta koja je završila 1:1. Coady je postao redoviti član prve postave Sheffield Uniteda oko Božića, stoga je Sheffield United produžio trajanje njegove posudbu na kraj siječanjskog prijelaznog roka te ponovno u veljači, ovaj put do kraja sezone.

### Huddersfield Town
Dana 6. kolovoza 2014. godine, Coady je prešao u Huddersfield Town za oko 500.000 funti. S Huddersfield Townom potpisao je trogodišnji ugovor. Tri dana kasnije, debitirao je za Huddersfield Town u 4:0 porazu protiv Bournemoutha. Dana 1. listopada, zabio je svoj prvi gol za Huddersfield Town i to u utakmici protiv Wolverhampton Wanderersa koja je završila 3:1.

### Wolverhampton Wanderers
Dana 3. srpnja 2015. godine, Coady je prešao u Wolverhampton Wanderers za nepoznati iznos za koji se smatra da iznosi oko 2 milijuna funti. Za Wolverhampton Wanderers debitirao je dva dana kasnije u 2:1 pobjedi protiv Blackburn Roversa. Svoj prvi gol za Wolverhampton Wanderers postigao je 9. kolovoza 2016. godine u utakmici prve runde Liga kupa protiv Crawley Towna koja je završila s 2:1 pobjedom Wolverhampton Wanderersa. Pod novim trenerom Nunom Espíritom Santom, Coady je u sezoni 2017./18. premješten u centar tročlane obrane te je većinu te sezone bio klupski kapetan, a od povratka Wolverhampton Wanderersa u Premier ligu u sezoni 2018./19., dugoročni je kapetan kluba. Dana 21. travnja 2018. godine, u svojem 120. nastupu za klub, Coady je zabio svoj prvi ligaški gol za klub i to iz penala u 66. minuti u 4:0 pobjedi protiv Bolton Wanderersa. Tom je pobjedom Wolverhampton Wanderers osigurao naslov prvaka Championshipa. Coady je odigrao svaku minutu Wolverhamptonove kampanje u Europskoj ligi 2019./20. S Wolverhamptonom je došao do četvrtfinala tog natjecanja te je imenovan članom UEFA-ine Momčadi sezone. Krajem studenog 2020. godine, Coady je propustio utakmicu protiv Southamptona zato što je bio u kontaktu s osobom zaraženom virusom COVID-19. Time je završio njegov niz od 84 utakmice u kojima je igrao od prve minute. To je treći najdulji niz za jednog igrača u povijesti Premier lige koji ne igra na poziciji golmana. Coady je 2. ožujka 2021. postigao svoj prvi gol u Premier ligi i to protiv Manchester Cityja od kojeg je Wolverhampton izgubio 1:4.

### Everton (posudba)
Dana 8. kolovoza 2022. Wolverhampton je posudio Coadyja Evertonu na jednu sezonu uz mogućnost otkupa. Za novi klub debitirao je pet dana kasnije kada je Everton u Premier ligi izgubio 2:1 od Aston Ville. Svoj prvi klupski pogodak postigao je 1. listopada u ligaškoj utakmici u kojoj je Southampton poražen 1:2.

### Leicester City
Coady je 1. srpnja 2023. prešao u drugoligaški klub Leicester City za navodni iznos od 7,5 milijuna funti. Debitirao je 27. rujna u utakmici EFL Cupa protiv Liverpoola od kojeg je Leicester City izugbio 1:3.

### Wrexham
Dana 1. kolovoza 2025. prešao je u Wrexham za nepoznati iznos pritom potpisavši dvogodišnji ugovor.

## Reprezentativna karijera
Coady je nastupao za sve omladinske uzraste Engleske od 16 do 20 godina. Bio je kapetan Engleske do 17 godina 17 puta. Englesku do 17 godina vodio je na Europskom prvenstvu do 17 godina održanog u Lihtenštajnu 2010. godine. To je bilo prvo međunarodno natjecanje kojeg je neka nogometna selekcija Engleske osvojila nakon 17 godina. Coady je bio član momčadi Engleske do 19 godina koje je na Europskom prvenstvo do 19 godina održanog u Estoniji 2012. godine izgubila u polufinalu od Grčke. Bio je kapetan Engleske do 20 godina na Svjetskom prvenstvu do 20 godina održanog u Turskoj 2013. godine. Za taj omladinski uzrast debitirao je 16. lipnja i to u pripremnoj utakmici protiv Urugvaja koju je Englesku dobila rezultatom 3:0. Dana 23. lipnja, Coady je zabio svoj jedini gol za neku omladinsku selekciju Engleske i to u utakmici grupne faze protiv Iraka koja je završila 2:2.
Za A selekciju Engleske debitirao je 8. rujna 2020. godine u utakmici bez golova protiv Grčke. Time je postao prvi igrač Wolverhamptona koji je započeo utakmicu u prvom sastavu Engleske od Stevea Bulla 1990. godine. Sky Sports ga je imenovao igračem utakmice. Svoj prvi gol za Englesku zabio je u svojoj idućoj utakmici za Englesku. Tu utakmicu koja je bila prijateljska, Engleska je igrala protiv Walesa na Wembleyju te pobijedila 3:0. Bio je dio engleski momčadi koja je osvojila srebro na Europskom prvenstvu 2020. te dio engleske momčadi na Svjetskom prvenstvu 2022., no nikada nije igrao na tim natjecanjima.

#### Pogodci za reprezentaciju
| #  | Datum              | Mjesto                                          | Nastup | Protivnik | Pogodak | Rezultat | Natjecanje            | Izvor  |
| -- | ------------------ | ----------------------------------------------- | ------ | --------- | ------- | -------- | --------------------- | ------ |
| 1. | 8. listopada 2020. | Wembley Stadium, London, Ujedinjeno Kraljevstvo | 2.     | Wales     | 2:0     | 3:0      | Prijateljska utakmica | [ 43 ] |

## Priznanja

### Individualna
- Momčad natjecanja Europskog prvenstva do 17 godina: 2010.[44]
- Momčad sezone EFL Championshipa: 2017./18.[45]
- Momčad sezone UEFA Europske lige: 2019./20.[46]

### Klupska
Wolverhampton Wanderers
- EFL Championship: 2017./18.[47]

### Reprezentativna
Engleska do 17 godina
- Europsko prvenstvo do 17 godina: 2010.[32]

Engleska
- Europsko prvenstvo (finalist): 2020.[48]

## Vanjske poveznice
- Profil  Arhivirana inačica izvorne stranice od 24. ožujka 2021. (Wayback Machine) na web stranici Wolverhampton Wanderersa
- Profil na web-stranici Engleskog nogometnog saveza
- Conor Coady u UEFA-inim natjecanjima (arhivirane) (engl.)